# Александру Крішан
Александру Крішан (рум. Alexandru Crişan; нар. 31 липня 1962) – румунський шахіст, гросмейстер від 1993 року.

## Шахова кар'єра
Один з найбільш суперечливих персонажів сучасних шахів. На початку 1990-х років грав у статусі кандидата в майстри (рейтинг Ело на 1 липня 1991 року – 2255), не досягнувши жодних міжнародних успіхів. Потім протягом одного року провів 56 партії, отримавши дуже високий приріст рейтингу (на 1 липня 1992 року – 2480) і звання міжнародного майстра. В наступні 24 партіях заробив ще 50 очок (рейтинг на 1 січня 1994 року – 2530), що дало йому титул гросмейстера. Такий високий приріст рейтингу є рідкісним явищем в сучасних шахах, що викликало підозри про нечесний спосіб його набуття, тим більше, що записи партій з цих турнірів і донині недоступні в основних шахових базах ChessBase і ChessAssistant. Потім впродовж трьох років Крішан не зіграв жодної партії під егідою ФІДЕ, але у другій половині 1997 року зіграв 50 партій, у яких здобув понад 100 очок рейтингу і перемістився на 34-те місце в світі (рейтинг на 1 січня 1998 року – 2635). Це викликало миттєву реакцію ФІДЕ, яка в наступному рейтинг-листі анулювала ці результати, відновивши його рейтинг до рівня 2530. Після скасування цього рішення через відсутність доказів, ФІДЕ наказала Крішанові зіграти в кількох турнірах, щоб підтвердити свій високий рівень. Вже перший з них довів, що досягнуті досі результати не були результатом наявних навичок – 2001 року Крішан набрав у Порторожі на Меморіалі Мілана Відмара лише ½ очка в 9 партіях і втратив 47 рейтингових очок. Після цього зіграв у двох наступних гросмейстерських турнірах (обидва за круговою системою), досягнувши блискучих результатів: в Текії переміг з результатом 3½ очка в 4 партіях), а в Кладово поділив 1-ше місце, разом з Робертом Руком (з результатом 7 очок в 10 партіях). Результати цих двох турнірів, організованих на території Югославії, а також рівень зіграних протягом них партій знову викликали суперечки в ФІДЕ. На Конгресі ФІДЕ було прийнято рішення відібрати і в нього титул гросмейстера, чого, однак, у кінцевому підсумку, не сталося. Починаючи з 2002 року Александру Крішан не бере участі у турнірах під егідою ФІДЕ. Деякий час був президентом Румунської шахової федерації.

## Зміни рейтингу
| На цьому місці має відображатися графік чи діаграма, однак з технічних причин його відображення наразі вимкнено. Будь ласка, не видаляйте код, який викликає це повідомлення. Розробники вже працюють для того, щоби відновити штатне функціонування цього графіка або діаграми. | |
| | На цьому місці має відображатися графік чи діаграма, однак з технічних причин його відображення наразі вимкнено. Будь ласка, не видаляйте код, який викликає це повідомлення. Розробники вже працюють для того, щоби відновити штатне функціонування цього графіка або діаграми. |